# Andrònic Comnè (fill d'Aleix I)
Andrònic Comnè, en grec medieval Ἀνδρόνικος Κομνηνός, nascut el 18 de setembre de 1091 i mort el 1130 o 1131, va ser un príncep i comandant militar de l'Imperi Romà d'Orient. Era el fill segon de l'emperador Aleix I Comnè. Va ser nomenat sebastocràtor i va participar en la batalla de Filomèlion contra els turcs seljúcides l'any 1117. Es va oposar a la successió del seu germà gran Joan II Comnè al tron el 1118, però se li va permetre romandre a la cort i va servir en almenys dues de les campanyes de Joan II als Balcans. Va morir d'una malaltia el 1130 o potser el 1131. La seva esposa i la seva descendència són poc conegudes i podrien haver mort molt aviat.

## Biografia
Andrònic Comnè va ser el quart fill, el segon fill mascle, de l'emperador Aleix I Comnè, que va regnar del 1081 al 1118, i l'emperadriu Irene Ducena, i va rebre el nom del seu avi matern Andrònic Ducas. Com que els seus pares regnaven en el moment del seu naixement, se'l va anomenar porfirogènit. La data generalment acceptada del seu naixement és el 18 de setembre de 1091, però segons alguns historiadors moderns, el text de l'Alexíada, escrit per la seva germana gran Anna Comnena, sembla que indiqui que l'any 1116 encara era un adolescent, i probablement hauria nascut cap a l'any 1099 o 1100.
Després de la mort del seu oncle Isaac Comnè en algun moment entre el 1102 i el 1104, el va succeir amb l'important títol de sebastocràtor. Segons Joan Zonaràs, el títol se li va donar després de casar-se i va seguir el seu matrimoni, que es va celebrar quan ja en tenia l'edat. El 1116, Andrònic va comandar l'ala esquerra de l'exèrcit del seu pare a la batalla de Filomèlion contra els turcs seljúcides. Durant la batalla, va dirigir una persecució molt decidida contra els turcs, capturant la tenda del sultà de Konya, Màlik-Xah ibn Kilij Arslan. En L'Alexíada aquesta gesta va acompanyada de l'epitafi d'Andrònic, que ha fet pensar a diversos estudiosos que va morir durant la batalla.
Quan Aleix I Comnè va morir l'agost del 1118, Andrònic, que tenia una estreta relació amb la seva germana es va reunir amb Anna i la seva mare, que intentaven situar al tron el marit d'Anna, Nicèfor Brienni el Jove, en lloc d'acceptar al seu germà gran, Joan II Comnè. Tot i això, Joan el va perdonar i li va permetre quedar-se al palau. El 1122, va dirigir de nou les tropes en la campanya del seu germà contra els petxenegs. Segons una monodia de Miquel Itàlic, la seva actuació va ser crucial per girar la sort de la batalla i aconseguir una victòria per als romans d'Orient, reagrupant les tropes en retirada i, fins i tot, amenaçar el cap de l'exèrcit amb execució immediata si no resistia. Segons una altra monodia de Teodor Pròdrom, també va participar en la victoriosa expedició de Joan II contra Esteve II d'Hongria el 1129.
Va morir després d'una llarga malaltia a l'Àsia Menor el 1130 o el 1131. La seva mare i Nicèfor Brienni el Jove van escortar el seu cos a Constantinoble. Mentre travessaven el Bòsfor, el vaixell que transportava el cos i la seva comitiva es va gairebé enfonsar per una tempesta sobtada, però va arribar amb seguretat a la capital. Després d'un magnífic funeral públic, va ser enterrat probablement al monestir de Crist Filantrop, al costat del seu pare. Teodor Pròdrom, a més de la monodia per aquesta ocasió, també va escriure un altre poema llarg per consolar la seva mare Irene Ducena. La seva estreta relació amb la seva germana i la seva mare va assegurar un tracte molt favorable a Andrònic tant en l'Alexíada com a les obres dels dos poetes de la cort, que pertanyien al cercle de l'emperadriu.

## Família
La seva esposa Irene, probablement una princesa russa, era possiblement filla del Voivoda de Przemyśl, ja que la Crònica Primària indica que es van entaular negociacions matrimonials entre Aleix i el Voivoda l'any 1104. No se sap res d'ella, a part de la seva excepcional bellesa, almenys segons el poeta de la cort Teodor Pròdrom. Va morir cap al 1122. La parella va tenir un fill conegut, Aleix, que va morir de nen poc abans de la seva mare, cap al 1120.
És possible que Andrònic es tornés a casar, perquè hi ha un poema al Còdex Marcianus 524 que parla d'un sebastocràtor Andrònic i de la seva esposa, la sebastocratoressa Anna, però segurament els dos Andrònics són persones diferents. Se sap que Andrònic va ser pare d'un altre fill, Joan Ducas, que només es menciona en una llista de participants d'un sínode de l'Església el 6 de març de 1166. També sembla que va tenir una filla, Maria, i possiblement una altra filla, Anna. L'absència d'ambdues filles a les monodies podria ser deguda o bé a l'èmfasi que feien sobre els descendents masculins els poetes de la cort o bé a que van morir molt joves.